# Tetragnatha cavaleriei
Tetragnatha cavaleriei là một loài nhện trong họ Tetragnathidae.
Loài này thuộc chi Tetragnatha. Tetragnatha cavaleriei được miêu tả năm 1963 bởi Schenkel.